# (7844) Horikawa
Pour les articles homonymes, voir Horikawa (homonymie).
(7844) Horikawa est un astéroïde de la ceinture principale.

## Description
(7844) Horikawa est un astéroïde de la ceinture principale. Il fut découvert le 21 décembre 1995 à Ōizumi par Takao Kobayashi. Il présente une orbite caractérisée par un demi-grand axe de 2,57 UA, une excentricité de 0,27 et une inclinaison de 2,6° par rapport à l'écliptique.

## Compléments